# اد تی‌وی
اد تی‌وی (به انگلیسی: EDtv) فیلمی محصول سال ۱۹۹۹ و به کارگردانی ران هاوارد است. در این فیلم بازیگرانی همچون متیو مک‌کانهی، جنا الفمن، وودی هرلسون، الن دی‌جنرس، سالی کرکلند، مارتین لاندو، راب راینر، دنیس هاپر، الیزابت هارلی، کلینت هاوارد، آدام گلدبرگ، مرین دانجی، ایان گومز، روپال، ریک اورتون، جده واتانابه، الکساندرا هولدن، هری شیرر ایفای نقش کرده‌اند.